# 賈徳耀
賈 徳耀（か とくよう）は、中華民国の軍人・政治家。北京政府、安徽派の軍人。後に国務院総理となった。国民政府でも役職に就いている。字は焜庭、昆庭。

## 事跡
保定陸軍軍官学校を卒業した後に、日本へ留学した。陸軍士官学校第3期歩兵科で学んでいる。帰国後は、北洋第2鎮正参謀官、騎馬2標標統を歴任した。
1912年（民国元年）、河南護軍に配属され、団長となる。1913年（民国2年）、第7師第13旅旅長に昇進する。民国3年（1914年）9月には第15混成旅旅長に異動した。1916年（民国5年）1月、陝南鎮守使に任命されている。袁世凱死後、賈徳耀は段祺瑞率いる安徽派に属する。1919年（民国8年）8月、保定陸軍軍官学校校長に任じられた。安直戦争後の1922年（民国11年）、陸軍部軍学司司長に任じられ、1923年（民国12年）3月、陸軍軍学編輯局局長となった。
1924年（民国13年）10月、賈徳耀は馮玉祥による北京政変（首都革命）に参与して、段祺瑞の復権に貢献した。11月、陸軍次長に、12月には陸軍総長に任命されている。1926年（民国15年）2月15日、許世英の後任として、国務院総理に任命される（陸軍総長も兼任）。しかし3月18日、日本と欧米各国が段に馮排除を要求し、さらに武力行使も辞さないと勧告したことに端を発して、北京でこれに反発する民衆と官憲との衝突事件が発生した（三・一八惨案）。賈は事件の責任をとり、4月20日に辞任した。
その後は段祺瑞とともに下野していたが、1932年（民国21年）6月、賈徳耀は国民政府軍事参議院参議として復帰する。民国24年（1935年）12月、冀察政務委員会委員となった。1936年（民国25年）1月、外交委員会委員となり、主任委員も後につとめた。日中戦争が勃発した後には、賈は日本軍の占領地域にとどまった。しかし、親日政府への参加要請は拒絶している。晩年は上海に移り、隠棲した。1941年（民国30年）、上海にて病没。享年62。死後、国民政府から陸軍中将、陸軍上将銜を追贈されている。

## 注
1. 1 2 3 4  徐主編（2007）、2188頁。
2. 1 2 3 4  来ほか（2000）、1159頁。
3. ↑  外務省情報部編（1928）、444頁。
4. ↑  段祺瑞とは同郷であったことに加え、賈徳耀の父は段と義兄弟の関係にあったという。外務省情報部編（1928）、445頁。
5. ↑  外務省情報部編（1928）、444-445頁。
6. ↑  馮玉祥とはかねてから軍中で同僚の関係にあった。外務省情報部編（1928）、445頁。
7. ↑  この直前の3月12日に、天津で日本軍の軍艦と国民軍との間で交戦が起きていた。
8. ↑  外務省情報部編（1928）、445頁は、賈徳耀内閣の瓦解を同年6月とし、原因も討赤聯軍（反馮玉祥連合軍）の北京攻撃による、としているが、これは誤りである。